# Ixora mollirama
Ixora mollirama är en måreväxtart som beskrevs av Cornelis Eliza Bertus Bremekamp. Ixora mollirama ingår i släktet Ixora och familjen måreväxter. Inga underarter finns listade i Catalogue of Life.